# Kairi Yura
由羅・カイリ
Œuvres principales
Première œuvre : Angelique
Autres ouvrages :
- Saiunkoku monogatari

Kairi Yura (由羅カイリ, Yura Kairi) est une mangaka née un 16 janvier au Japon. Elle est connue comme designer graphique des jeux vidéo et séries anime de la franchise Angelique / Neo Angelique, et comme dessinatrice des shojo manga Angelique (11 volumes sortis de 1996 à 2003) puis Saiunkoku monogatari (depuis 2003) pour l'éditeur Kadokawa Shoten. Elle a aussi illustré une douzaine de light novel.